# Eyes and more
eyes and more (Eigenschreibweise überwiegend: eyes + more) ist eine internationale Handelskette von Augenoptik-Fachgeschäften. Insgesamt gibt es mehr als 210 Filialen in den Niederlanden, Belgien, Deutschland und Österreich. In Deutschland zählt das Unternehmen zu den vier größten Optikerketten.

## Geschichte
Das Unternehmen wurde 2005 in den Niederlanden von Ad Mathijssen und Eric Ezendam gegründet. Man legte dabei den Produktschwerpunkt auf Brillen zu einem Komplettpreis für Gläser und Fassung. Im Jahr 2006 wurde die eyes and more GmbH in Deutschland mit Sitz in Hamburg gegründet. Im Oktober 2010 wurde die Mehrheit der Anteile von dem belgischen Investmentfonds Vendis Capital für 12 Mio. Euro übernommen. Die Unternehmensgründer behielten eine Minderheitsbeteiligung. Im April 2012 expandierte das Unternehmen nach Österreich. 2016 folgte die erste Filiale in Belgien. Im Jahr 2018 machte die E & M Holding B.V. einen Gesamtumsatz von 77 Millionen Euro.
Im Dezember 2018 wurde die Übernahme von eyes and more durch die niederländischen Hans-Anders-Gruppe angekündigt, welche wiederum zu dem aus London stammenden Finanzinvestor 3i gehört.

## Unternehmen
Unter dem Dach der niederländischen Muttergesellschaft E & M Holding B.V. werden fünf Tochtergesellschaften, u. a. die eyes and more GmbH (Deutschland), die eyes and more Österreich GmbH und die E & M B.V. (Niederlande) vereint.
Die 31 Filialen in den Niederlanden werden von der E & M B.V. betrieben. In Deutschland verfügt das Unternehmen über 131 Geschäfte (Stand: 2019). Davon werden 18 Filialen von Franchise-Partnern betrieben, die übrigen in Eigenregie durch die eyes and more GmbH. Es gibt zwei interne Trainingszentren zur Aus- und Weiterbildung in Dortmund und Berlin. Zusätzlich werden Weiterbildungen zum Augenoptikermeister unterstützt und intern Führungskräfte ausgebildet. In Österreich werden alle acht Filialen in Eigenregie der eyes and more Österreich GmbH betrieben. In Belgien ist das Unternehmen an 15 Standorten vertreten.
Das Unternehmen entwickelt monatliche Kollektionen. Bei den Fassungen handelt es sich um Eigenmarken, die intern entwickelt werden.
Der Filialist beschäftigt mehr als 750 Mitarbeiter.